# Charge et décharge d'un condensateur
 (mars 2019).
Si vous disposez d'ouvrages ou d'articles de référence ou si vous connaissez des sites web de qualité traitant du thème abordé ici, merci de compléter l'article en donnant les références utiles à sa vérifiabilité et en les liant à la section « Notes et références ».
 (avril 2019).
 (janvier 2015).
Améliorez-le ou discutez des points à vérifier. 
La charge et décharge d'un condensateur est un phénomène électrique dynamique correspondant au transfert de charge électrique entre les bornes d'un condensateur et un circuit. Ce phénomène est utilisé dans le domaine de l'électronique pour le traitement du signal par exemple.

## Montages électriques

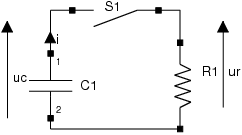
Décharge d'un condensateur dans une résistance.

Considérons un condensateur préalablement chargé dans un circuit ouvert avec un dipôle ohmique (Résistance). La fermeture de l’interrupteur permet le passage d’un courant au travers de la résistance, permettant d'équilibrer progressivement les charges respectives des deux bornes du condensateur, et ainsi de le décharger.

## Équations
Les fonctions qui modélisent l'évolution de la tension aux bornes du condensateur sont obtenues en résolvant des équations différentielles d’ordre 1. Ces équations lient l'intensité du courant à la tension aux bornes du condensateur lors des phases de charge et de décharge.
Soit {\displaystyle C} la capacité du condensateur, {\displaystyle R} la résistance, {\displaystyle E} la tension aux bornes du générateur (non représentée sur le schéma ci-dessus) et {\displaystyle U_{c}(t)} la tension aux bornes du condensateur en fonction du temps. Soit {\displaystyle \tau =R\,C} où {\displaystyle \tau } est la constante de temps du circuit. Une modification de R agit en proportion sur {\displaystyle \tau }. 
Concernant les unités : C est exprimé en farad (soit en A s V−1), R en ohm (soit en V A−1) et t est exprimé en secondes.

### Cas de la charge
Le condensateur est supposé initialement déchargé, soit {\displaystyle u_{c}(t=0)=0}. Une source de tension E est ensuite appliquée aux bornes du circuit comportant le condensateur et une résistance {\displaystyle R}.
La tension {\displaystyle u_{c}} aux bornes du condensateur à chaque instant {\displaystyle t\geq 0} est alors donnée par l'expression suivante : 
{\displaystyle u_{c}:t\mapsto E\left[1-\exp \left({\frac {-t}{\tau }}\right)\right]}

### Cas de la décharge
Le condensateur est supposé initialement chargé, autrement dit {\displaystyle u_{c}(t=0)=E}. On connecte ensuite une résistance {\displaystyle R} sur ses deux bornes, permettant ainsi le passage du courant entre ces dernières et donc une moyen de décharger le condensateur.
La tension {\displaystyle u_{c}} aux bornes du condensateur à chaque instant {\displaystyle t\geq 0} est alors donnée par l'expression suivante :
{\displaystyle u_{c}:t\mapsto E\exp \left({\frac {-t}{\tau }}\right)}

### Courbe de décharge

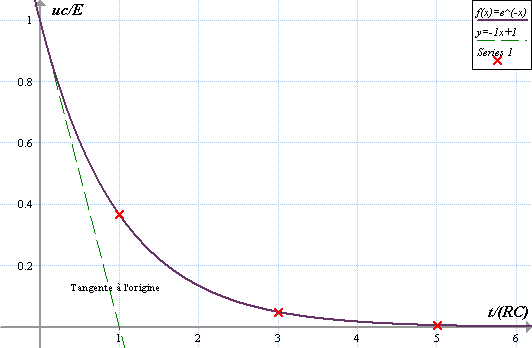
Courbe de la décharge du condensateur dans la résistance.

Comme le montre l'équation caractérisant {\displaystyle U_{c}(t)\,}, la décharge est une exponentielle décroissante.
Représentée sur des axes normalisés, cette courbe possède les caractéristiques suivantes :
- La tangente à l'origine de l'exponentielle coupe la valeur limite (ici {\displaystyle U_{c}=0}) en {\displaystyle t=\tau \,},
- {\displaystyle U_{c}(0.69\tau )=0.5\ E},
- {\displaystyle U_{c}(\tau )=0.37\ E},
- {\displaystyle U_{c}(3\tau )=0.05\ E},
- {\displaystyle U_{c}(5\tau )=0.01\ E}.

Le régime est généralement considéré comme étant permanent au-delà de {\displaystyle t=5\tau \,}.
On peut ainsi considérer deux phases chronologiques de la décharge :
- régime transitoire : entre {\displaystyle 0} et {\displaystyle 5\tau },
- régime permanent : au-delà de {\displaystyle 5\tau }.

## Application
Un exemple d'application de la décharge d'un condensateur à travers une résistance est le capteur anti-remous.
Le capteur ouvre ou ferme un contact en la présence d'eau à un certain niveau d'une cuve. Lors de certains remous du fluide stocké, une commutation intempestive de ce capteur peut se produire. Ces changements d'états peuvent poser soucis si la sortie de ce montage est utilisé sur un circuit numérique tel qu'un Automate programmable industriel
La solution consiste à temporiser la sortie du capteur en intercalant un circuit RC entre le contact et la sortie numérique.
Une telle solution peut être présentée comme ceci :
Dès lors que le contact change d'état, le condensateur va démarrer un cycle de charge ou décharge, selon l'état précédent. Si un deuxième changement se produit rapidement, la tension n'aura que peu évoluée aux bornes du condensateur. Cela élimine donc les changements trop rapides d'états. 
Pour compléter ce circuit, un Amplificateur opérationnel monté en comparateur à Hystérésis permet de différencier les niveaux logiques auxquels la sortie passe de l'état actif à inactif. Cela augmente encore le délai, en effet la variation de tension se doit d'être plus importante pour provoquer un changement d'état de la sortie.